# 通岛

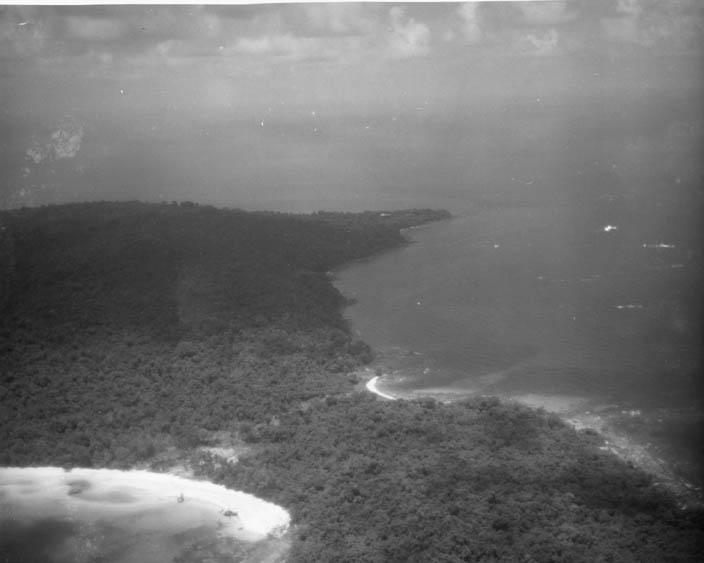
1975年5月通岛的航空照片

通岛（高棉文：កោះតាង）是柬埔寨在泰国湾中的一个岛屿，面积43 km，岛上居民为柬埔寨軍队的駐兵。
在高棉语中， “កោះ”（Koh）即为“岛”之意。

## 历史

### 马亚克斯号事件

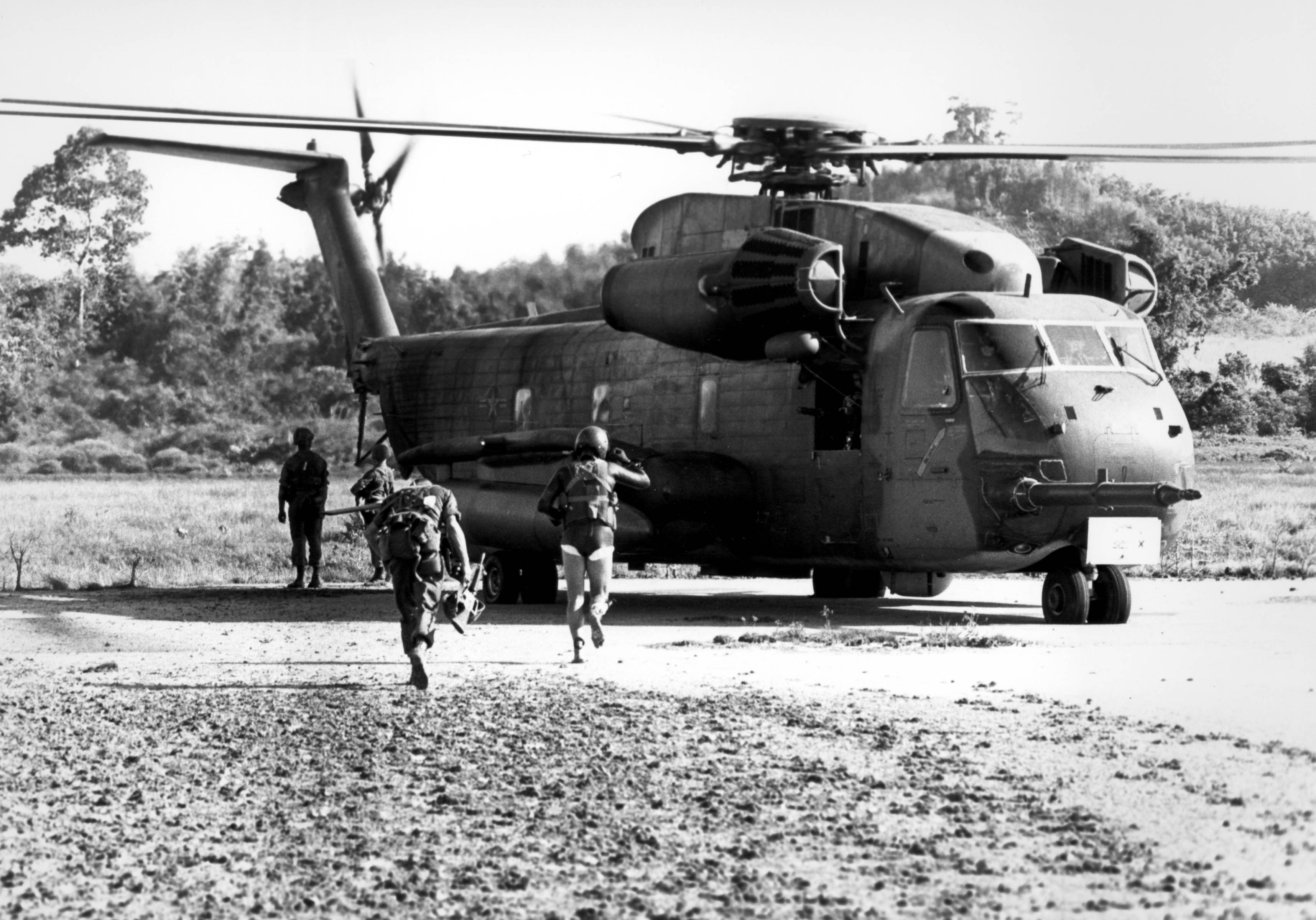
马亚克斯事件中的美国伞降救援人员

通岛是美国的越南战争最后一场战斗发生地，也是美军与红色高棉军队唯一的陆战。1975年5月15日，美国海军陆战队搭乘美国空军的CH-53直升機突击柬埔寨的通岛，意图解救美国集装箱船马亚克斯号船员。马亚克斯号在从香港至泰国的航行中，进入了柬埔寨宣称的90海里领海而于1975年5月12日被扣留。通岛战斗发生时，马亚克斯号船员已经在柬埔寨陆地本土上，并不在通岛；并已经被柬埔寨政府通过广播电台宣布释放，用一艘泰国渔船运到外海移交给美国军舰。但通岛战斗仍然按照原计划打响。战斗中，柬埔寨军队的守岛人员击落3架CH-53“海上种马”大型直升机，美军陆战队员中15人阵亡，3人被红色高棉处决（美方说法）。美军估计柬埔寨軍有13-25人阵亡。

### “狐狸精”号事件
1978年8月13日，一艘称作“狐狸精”号（Foxy Lady）的帆船（junk）在从新加坡至曼谷的航行中偏航进入了通岛西侧。红色高棉海军炮艇向其开火，导致加拿大籍斯图亚特·格拉斯（Stuart Glass）死亡；另两名船员英国人约翰·德维斯特（John Dewhirst）、新西兰人克里·哈米尔（Kerry Hamill）弃船跳海被柬埔寨炮艇捞起，并移送金边的S-21监狱，分别于同年8月底、10月被处决。